# Снігуронька (опера)

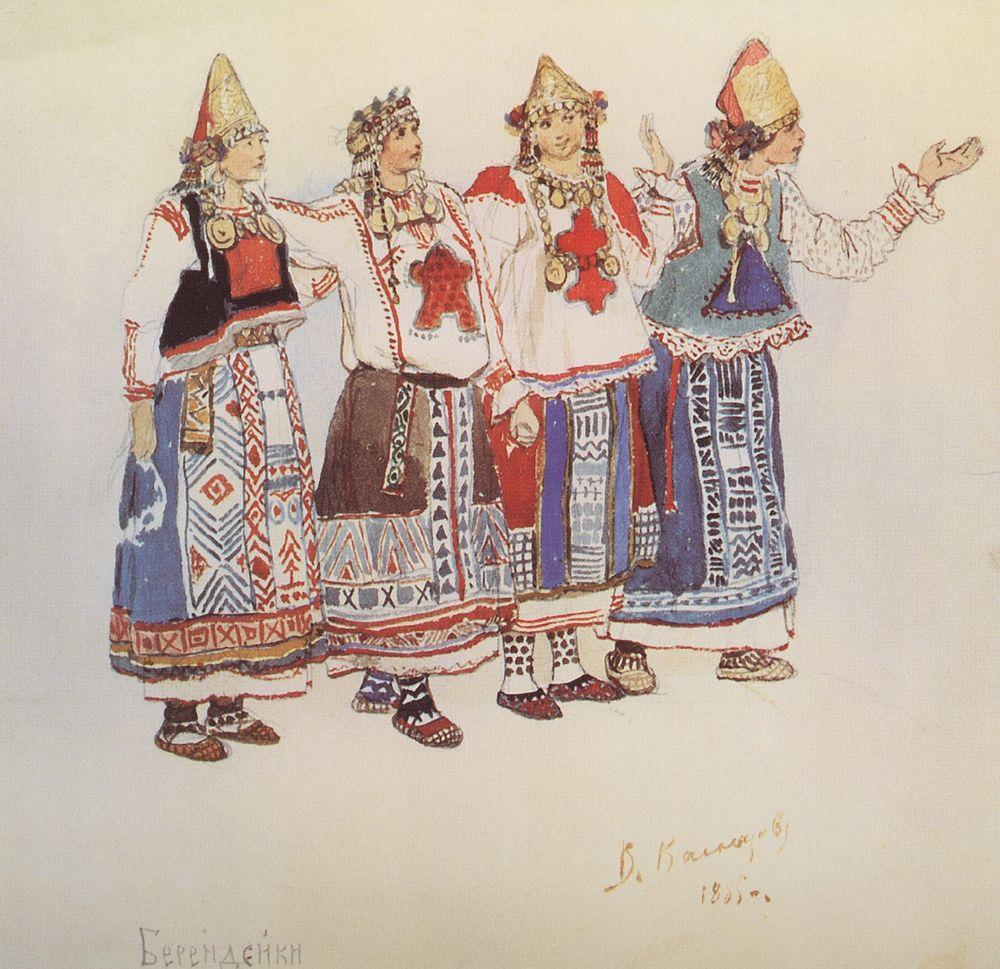
Васнецов Віктор Михайлович, костюми берендейок, 1885

«Снігуронька» (рос. Снегурочка) — опера на 4 дії російського композитора  Миколи Римського-Корсакова (1881), написана на сюжет казки Олександра Островського «Снігуронька».

## Історія створення
Микола Римський-Корсаков завжди подивляв любов народу до природи, обожнювання і пошанування її могутніх творчих сил. Все це було співзвучне композитору — він і сам любив природу, особливо весняну. Прочитавши «весняну казку» Олександра Островського "Снігуронька", де народна мудрість тісно сплітається зі світом глибоких почуттів і високої поезії, композитор захопився ідеєю написати на цей сюжет оперу.
Найбільше «Снігуронька» привернула його тим, що в казковій формі прославляла добро, любов до людей, силу та привабливість мистецтва й краси, композитора приваблювала народність казки, створеної за мотивами російського фольклору, описані в ній стародавні язичницькі звичаї й обряди, справжні народні пісні.
Літо 1879 року композитор вперше провів в селі Стельове. Тут він почав роботу над оперою.

## Характеристика
Композитор: Микола Андрійович Римський-Корсаков
Автор лібрето: Микола Римський-Корсаков
Жанр опери: казково-епічний.
Прем'єра: 29 січня 1882 року, на сцені Маріїнського театру (Петербург).
Ідея: прославлення могутніх сил природи, які несуть людям щастя.
Дійові особи: Цар Берендей, Бермята, Весна Красна, Снігуронька, Дід Мороз, Лель, Купава, Мізгир, Бобиль і Бобилиха та ін.

## Сюжет
Пролог. Дія прологу відбувається в казковій країні берендеїв. До пояса в заметах стоять волохаті ялини, а в глибоких дуплах кублиться Лісовик та інша нечиста сила.
«Снігуронька» починається невеликим оркестровим вступом, що малює ранній прихід весни. Музика вступу напоєна звуками лісу, таємничими шорохами, криками птахів. Серед багатьох проспівок і мелодичних тем, на яких заснований вступ, виділяються дві: тема Діда Мороза і тема Весни. Сувора і владна тема Діда Мороза контрастує з м'якою, зігрітою теплом темою Весни.
Лісовик сповіщає про прихід Весни-Красни. Прилітає Весна з журавлями. але не йде Зима. Винна в цьому сама Весна. П'ятнадцять років пройшло з тих пір, коли в неї з Дідом Морозом народилася донька Снігуронька. До Весни летять птахи щоб зігрітися, пізніше затівають танці.
Звучить музика, в якій чується крик зозулі, стукіт дятла і цокання інших птахів. А на фоні цього гомону звучить мелодія народного складу «Сбирались птицы, сбирались певчие».
Не менш характерна і друга тема народного походження «Орел—воевода».
Але завила, закрутила завірюха: це виходить Дід Мороз. Весна просить його піти. Турбує їх лише доля Снігуроньки. Мороз хвилюється, що сонце збирається погубити Снігуроньку.
Снігуроньку вирішують віддати в Берендеєву слобідку. Дівчина вибігає з лісу. Їй нудно одній в лісовій гущавині. Її тягне до людей, до їх пісень, які так гарно співає пастушок Лель.
Образ Снігуроньки в опері не залишається незмінним. Спочатку це образ прекрасної, але холодної істоти, позбавленої людського тепла, хоча і прагне до людей. Така вона у своїй арії із пролога. Музика цієї арії легка, витончена і граціозна. Колоратурам сопрано відповідають пасажі д/д інструментів. Особливо велике значення флейти. Її холоднуватий тембр постійно супроводжує Снігуроньку на початку опери. За характером музика тут дещо нагадує арію Людмили з І дії опери Глінки «Руслан і Людмила». (№ 65 «С подружками по ягоду ходить»)
У середній частині арії Снігурка говорить про майбутнє своє повернення взимку до батька і про людські пісні, котрі вона принесе з собою. І далі, справді, звучить чудова пісня, написана Римським-Корсаковим, але схожа на народну: (№  66 «В сумеречки тебя утешу»)
Третя частина схожа з першою (реприза). У цілому арія створює холодний і прекрасний образ. Але вже і виразні інтонації кларнета (котрий згодом займе місце флейти в характеристиці Снігурки), і особливо інтонації віолончелі наче натякають на майбутнє потеплішання і пробудження сердечності в Снігурці.
Дід-Мороз дає Лісовику строгий наказ охороняти Снігурку. Весна і Дід-Мороз щезають. На поляну вибігає веселий натовп берендеїв. Вони волочать велике солом'яне опудало Масляної. Воно яскраво наряджене.
Проводи Масляної — давній православний обряд. Солом'яне опудало наряджали, величали Масляною і зі співом возили сільськими вулицями, а до вечора спалювали. Цим сподівалися пришвидшити прихід весни. Весела метушня з опудалом відображена в Іч. сцени — хорі «Прощавай, Масляна». Мелодія хору побудована на мел. зворотах старовинних обрядових пісень. Яскраво своєрідний приспів зі словами «Прощавай, прощавай, прощавай, Масляна» з характерним для нього повторенням одних і тих же інтонацій.
(№ 67 «Раным рано куры запели»)
У кінці всієї сцени знову звучить основна тема хору. Але, на відміну від початкового її вигляду, вона набуває тут сумного характеру. Берендеї жалкують за тим, що пройшли дні масляної — пора гулянь і веселощів.
Але ось Бобиль помічає Снігурку. Берендеї завмирають від подиву, вражені її красою. Разом із Бобилихою він відвозить її до себе в дім.  Дерева і кущі кланяються Снігурці, прощаючись із нею.
І дія. У країну берендеїв прийшла весна. Снігурка живе у Бобиля. До бідної хатинки приходить Лель. Снігурка просить його заспівати пісню. Лель за пісню просить поцілунок. Але Снігурка пісні Леля цінує дорожче, серденько її холодне. Вона дарує Лелю квітку. Надвір виходять дівчата. Вони ваблять до себе Леля, і він, кинувши квітку, втікає до них. Снігурка засмучена, серце її стискає туга. Дід-Мороз образив Снігурку, не давши їй сердечного тепла.
Подруга Купава розказує Снігурці про близьке весілля з гарним торговим гостем Мизгирем. З'являється Мизгир. За звичаєм він має обдарувати дівчат — подруг Купави, щоб викупити в них наречену. Заспівують весільні пісні. Але Мизгир помічає Снігурку і забуває про все на світі. Він обіцяє їй незліченні багатства за любов. Берендеї обурені. Ніколи в їхній країні не порушували клятви. Купава сумно голосить і зважується просити захисту у царя.
ІІ дія. Палац царя Берендея. Цар зайнятий малюванням: він розмальовує блакитну квітку. Сліпі гуслярі співають йому славу. Бермята доповідають царю, що все спокійно в державі. Але не вірить цар Берендей. Сердите Ярило-Сонце і не шле, як завше, щедро своє тепло людям. І  цар вирішує святковим ранком зібрати всіх женихів і наречених в Ярилиній долині й поєднати їх.
Вбігає Купава й гірко скаржиться. Цар розгніваний і велить скликати всіх берендеїв, щоб судити Мизгиря. До двору з усіх сторін сходиться народ. З'являється цар Берендей зі своєю свитою.
Хода царя Берендея представляє собою урочистий марш. Гучні вигуки труб, тромбонів і інших духових інструментів яскраво контрастують із легким піццікато скрипок. Опора в мелодії на нестійкі ступені, а також 5-тактна будова (незвична для маршів) сприяють своєрідності цього казкового маршу: (№ 68)
Друга тема, близька за складом до рос. нар. пісень, своїм звучанням надає ході ще більшого блиску.
Народ, що зібрався, вимагає щоб Мизгир одружився з Купавою, але Мизгир любить тільки Снігурку. Народ і цар засуджують його на вічне вигнання. Приходить Снігурка. Цар не може намилуватися її красою.
Каватина Берендея звучить тихим, захопленим гімном всемогутній природі: «Повна, повна чудес могутня природа». Голосу Берендея вторить віолончель своєю ласкавою мелодією, що мірно погойдується і заколисує: (№ 69)
З подивом дізнається цар Берендей про те, що холодне серце Снігурки і не знає вона любові. Мизгир благає відтермінувати вигнання й обіцяє заронити кохання в серце Снігурки. Берендей погоджується.
ІІІ дія. Напередодні дня Ярила — свята сонця — молодь водить хороводи. Старі пригощаються брагою та пряниками. Цар Берендей виходить до народу. Затанцювали скоморохи. Заспівав свою чудесну пісню Лель.
Поява Леля майже завжди супроводжується ніжними переливами кларнета (іноді гобоя). І ця пісня починається з соло кларнета, що виконує справжній народний награш: (№ 70)
У вступі й першому куплеті є зображальні риси — наслідування гуркотів грому (тремоло литавр). Мелодія пісні ґрунтована на нар. зворотах і поспівках.  Характерна зміна мажорного й мінорного нахилів, що вказує на ладову змінність. Пісня починається повільно, протяжно: (№ 71 «Туча со громом сговаривалась»)
Але поступово темп її прискорюється, і пісня переходить у граціозну хороводну з традиційним приспівом «Лель мой, Лель мой, лёли, лёли, Лель».
Після кожної строфи  йде швидкий інструментальний програш плясового характеру (кларнет). Така будова пісні підкреслює її зв'язки з традиціями побутової нар. музики: (72)
У нагороду за пісню цар пропонує Лелю вибрати дівчину. Снігурка просить Леля вибрати її, але Лель йде до ображеної й покинутої Купави і, підводячи її до царя, ніжно цілує. Засмучена Снігурка втікає до лісу. Її переслідує Мизгир. Дівчина насилу виривається від нього. Ліс оживає, перетворюючись у непрохідну гущавину, вдалині мелькає примарний образ Снігурки. Лісовик заманює Мизгиря в лісову глушину. Поляна набирає колишнього вигляду. Виходять Лель і Купава. Вони щасливі. Вбігає Снігурка й дорікає Купаві. Лель радить Снігурці вчитися кохати у Купави.
IV дія. В Ярилину долину прибігає Снігурка й кличе матір-Весну, молячи наділити її почуттям любові: Хочу любить, А слов любви не знаю
И чувства нет…
Весна зодягає на голову Снігурки чарівний вінок із духмяних квітів — і в ту ж мить для Снігуроньки преображається увесь світ. Весна застерігає Снігуроньку від Ярила-Сонця. З'являється Мизгир. Його віддане кохання чіпає серце дівчини. Щасливий Мизгир веде її до царя. Але Снігурка боїться сонячних променів. Сходить сонце. Настає Ярилин день — свято літа. Цар Берендей благословляє молоді пари. Мизгир підводить Снігурку. Ласкаво запитує її Берендей: чи охоче вона віддає своє серце Мизгирю?
Великий царь!
Спроси меня сто раз, Сто раз отвечу, что я люблю его, — відповідає Снігурка. І в цю мить яскравий промінь сонця падає на неї. Снігурка починає танути. У своїй останній арії вона оспівує велику силу людського кохання. Гине прекрасна Снігуронька — дитя Весни й Мороза. «Как вешний снег, растаяла она!» — вигукує Мизгир. У відчаї кидається він у озеро. Але фінал опери звучить світлим гімном сонцю — джерелу світла й тепла на землі. Адже із загибеллю Снігурки припинилося втручання Мороза і засяяло сонце над казковою країною берендеїв.
Музика «Снігуроньки» пройнята любов'ю до людей, природи, вірою у красу людини й високе покликання мистецтва, яке пробуджує все найкраще в людині, вірою в торжество правди і добра.